# Deguchi Nao

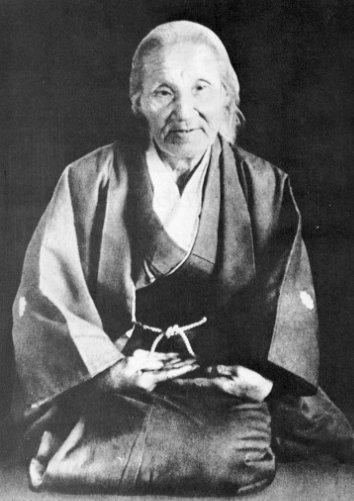
Deguchi Nao

Deguchi Nao (japanisch 出口なお, bei gleicher Lesung eigentlich 出口 直; geboren 22. Januar 1837 in Fukuchiyama (Provinz Tamba); gestorben 6. November 1918) war die Gründerin der japanischen Ōmoto-Religionsgemeinschaft.

## Leben und Wirken
Deguchi Nao heiratete 1855, wurde 1887 Witwe. Sie versuchte, ihre acht Kinder mit als niedrig angesehenen Arbeiten zu versorgen. 1882 verkündete sie, Gott Ushitora no Konjin (艮の金神) habe zu ihr gesprochen und sie würde ihn nun auf der Erde unterstützen. Obwohl sie kaum Ausbildung genossen hatte, wurden ihre Notizen, Ofudesaki (お筆先) genannt, der Kern der Ōmoto-(大本)-Lehre.
Dieses Lehre besagt, dass Gott wieder erscheinen und Frieden auf Erden stiften würde. In ihren Schriften kritisierte Nao scharf die kaiserlichen Einrichtungen und das Konzept des Staats-Shintō. 1898 lernte sie Ueda Kisaburō kennen, der sich später Deguchi Onisaburō nannte. Dieser erwies sich als ausgezeichneter Erläuterer ihrer Botschaft und als guter Organisator der Bewegung mit Nao als Mittelpunkt. Er heiratete Naos Tochter Sumi (澄; 1883–1952), die nach dem Tode ihrer Mutter die Leitung der Bewegung übernahm.